# Basilika Mariä Heimsuchung (Trakai)

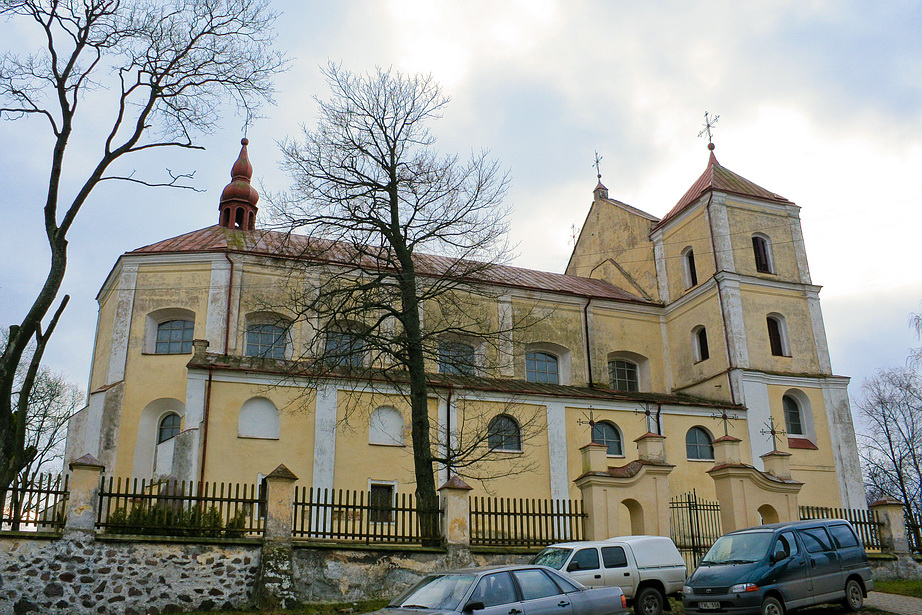
Seitenansicht der Basilika

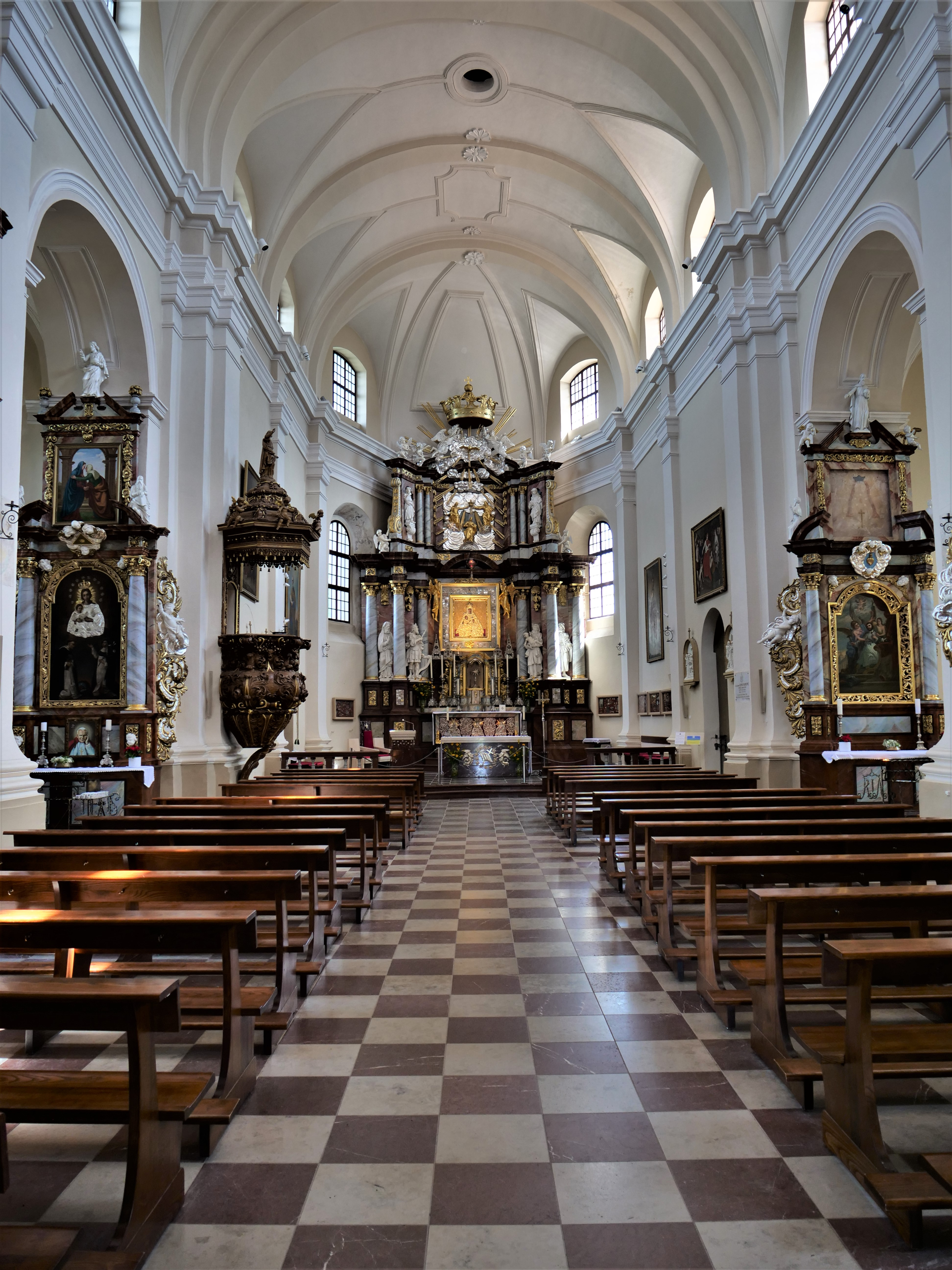
Mittelschiff und Chor

Die Basilika Mariä Heimsuchung (litauisch Švč. Mergelės Marijos Apsilankymo bazilika) ist eine römisch-katholische Pfarrkirche auf einem Hügel im Zentrum von Trakai  in Litauen. Die Kirche im Erzbistum Vilnius mit dem Patrozinium Mariä Heimsuchung trägt den Titel einer Basilica minor.

## Geschichte
Die Basilika wurde 1409 durch den litauischen Großfürsten Vytautas den Großen im Anschluss an den Bau der Wasserburg Trakai gegründet. Fertigstellung und Weihe sind nicht überliefert. Während des Russisch-Polnischen Kriegs 1654–1667 wurde die Kirche wesentlich beschädigt und anschließend ab 1670 wiederhergestellt. Um 1719 wurde sie barockisiert. Bei der Rebellion 1794 wurde die Kirche durch Feuer schwer beschädigt, besonders Orgel und Dach. 2017 wurde die Kirche durch Papst Franziskus zur Basilica minor erhoben.

## Architektur
Die dreischiffige Kirche wurde auf einem rechteckigen Grundriss als Abseitensaal im Stil der Gotik erbaut. Hinter der Zweiturmfassade mit einem hohen Ziergiebel erstreckt sich das heute barocke, überwölbte Langhaus, das mit einer dreiseitigen Apsis schließt. Am Übergang steht ein Dachreiter. Die quadratischen Westtürme ragen etwa auf Dachhöhe. Die niedrigen Seitenschiffe enden mit der Sakristei und einer Kapelle.

## Ausstattung

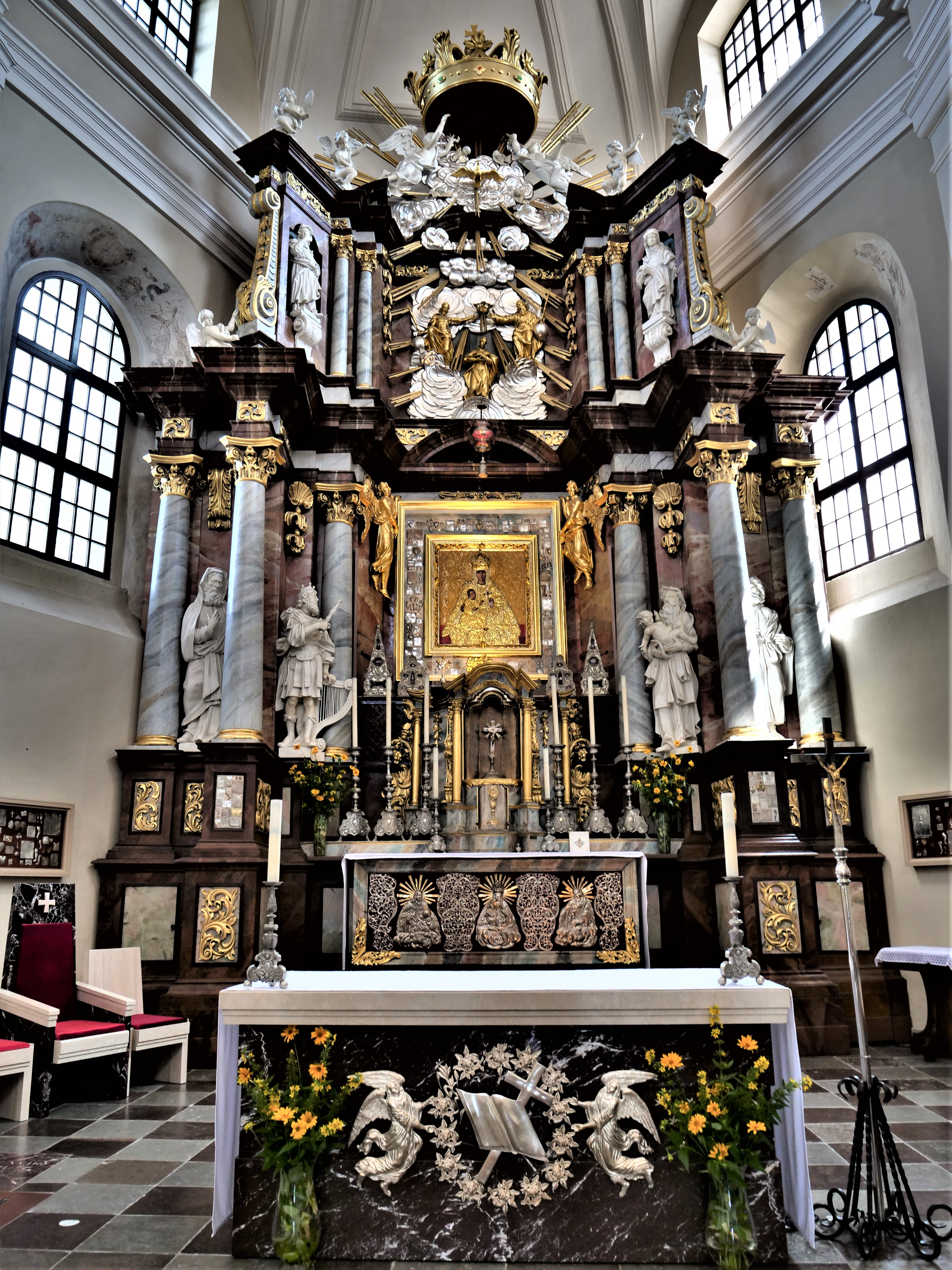
Hochaltar

Bedeutendster Teil der Kirchenausstattung ist der barocke Hochaltar von 1718 mit dem Gnadenbild und seinen flankierenden lebensgroßen Figuren und gegossenen Gipssäulen, der die Apsis vollständig ausfüllt. Die Wände sind mit Gemälden dekoriert, unter anderem von Vytautas. Die gotische Kanzel steht an der linken Seite des Hauptschiffs. Die Orgel steht auf einer Empore oberhalb des Eingangsbereichs. 

## Gnadenbild
Die Gottesmutter von Trakai ist eine wundertätige Ikone aus dem 15. Jahrhundert mit Übermalungen aus dem 17. Jahrhundert, ursprünglich wohl gotisch. Der Legende nach war sie ein Geschenk des byzantinischen Kaisers Manuel II. Palaiologos an Vytautas anlässlich dessen Taufe. 1718 sandte Papst Clemens VI. Bischof Konstanty Kazimierz Brzostowski zur Krönung des Marienbildes.

## Weblinks

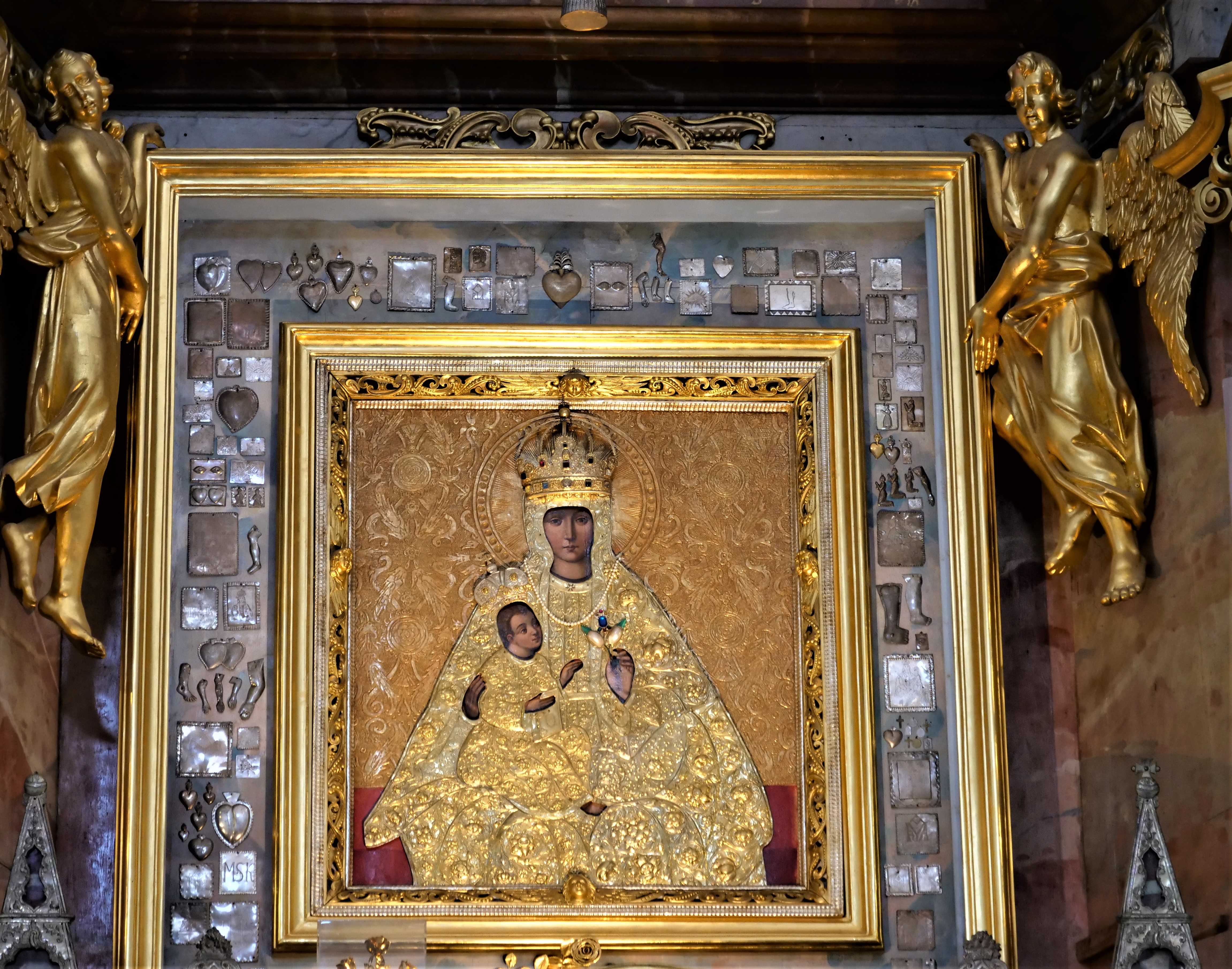
Gnadenbild der Gottesmutter
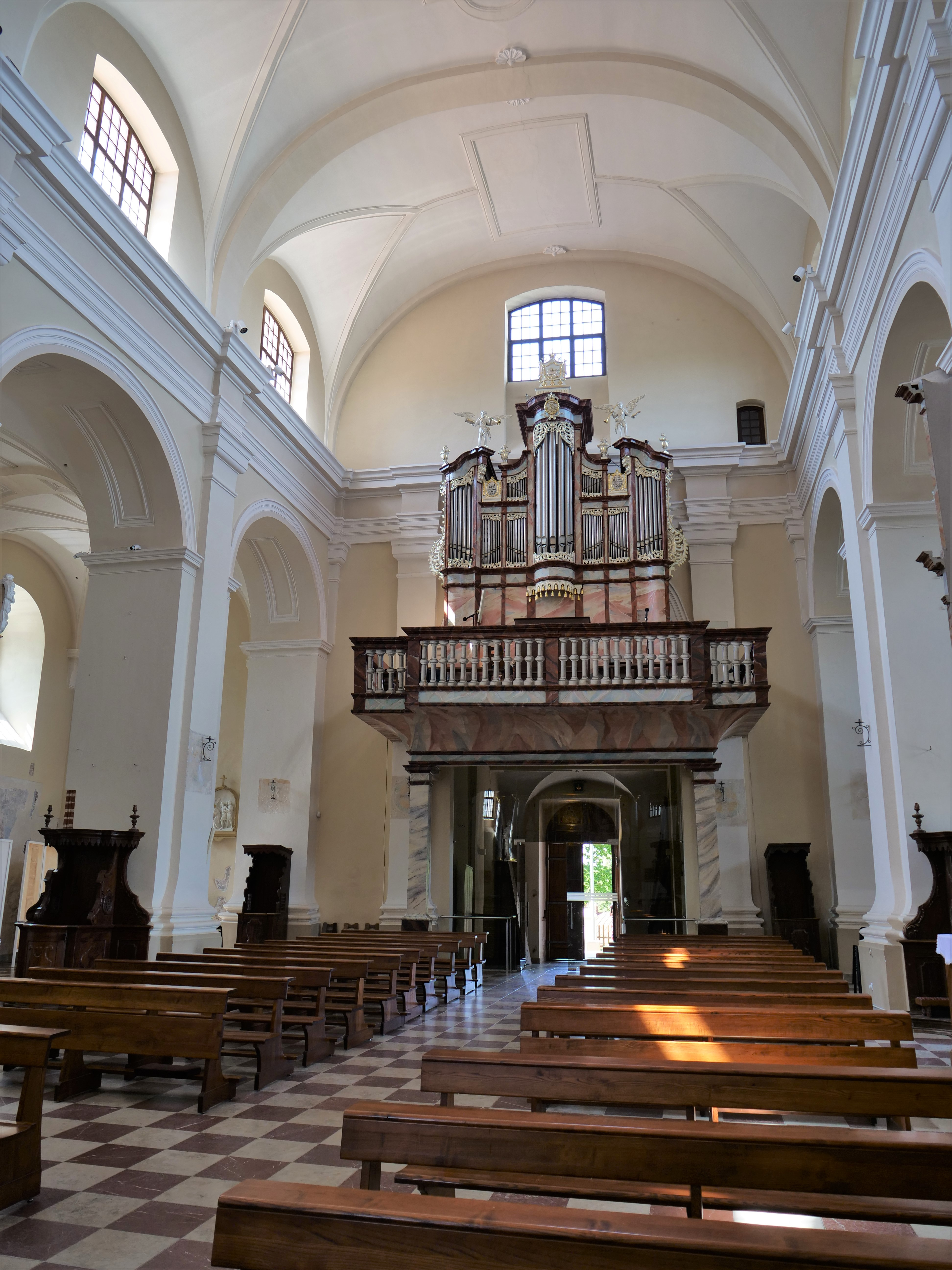
Mittelschiff mit Orgel
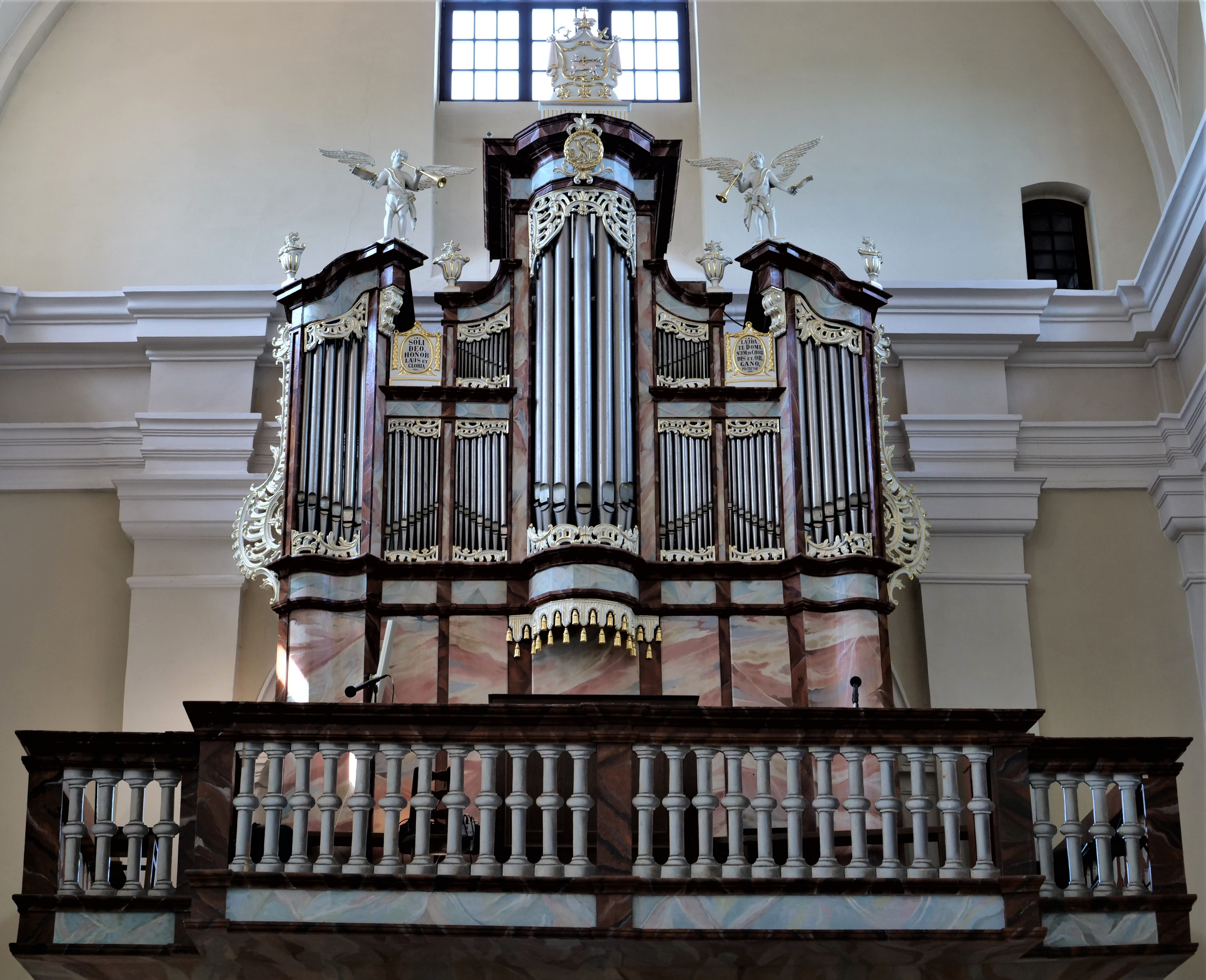
Orgelprospekt
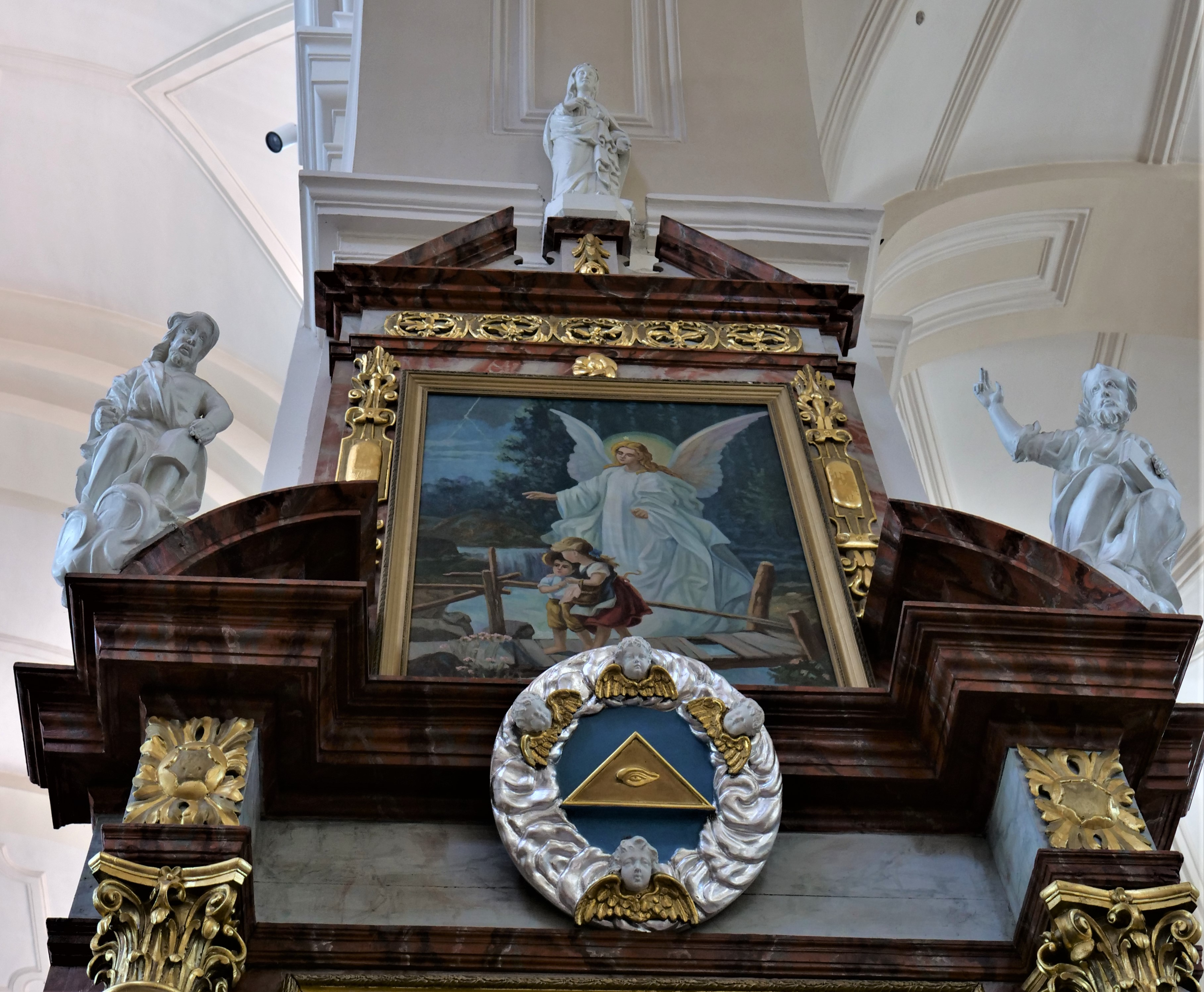
Details der Ausstattung